# Barli
Barli fou un estat tributari protegit, del tipus istimrari o istimrardari, al Rajasthan, districte d'Ajmer, format per dotze pobles i governat per una dinastia de rajputs rathors de la família Bhinai del clan Deolia. El va rebre per primer cop Devi Dasm fill del thakur Akhay Raj de Deolia.

## Llista de governants
- Thakur Devi Das
- Thakur Sanwal Das (fill)
- Kunwar Pahar Singh com a Thakur Pahar Singh (fill adoptiu)
- Thakur Dule Singh (fill)
- Thakur Amar Singh (fill)
- Thakur Lal Singh (fill)
- Thakur Bishan Singh (fill)
- Thakur Karan Singh (fill)
- Thakur Madho Singh (fill) ?-1886
- Kunwar Moti Singh com thakur Moti Singh (fill adoptiu) 1886- ?
- Thakur Dungar Singh (fill)
- Thakur Narendra Singh (nascut 29 novembre 1929)